# 座標時
相対性理論では、言外の観測者に対して相対的な時空座標系によって結果を表現するのが便利である。多くの（ただし全てではない）座標系では、事象は1つの時間座標と3つの空間座標で指定される。時間座標によって特定される時間は、固有時と区別するために座標時（ざひょうじ、英語: coordinate time）と呼ばれる。
特殊相対性理論において慣性系の特殊な場合では、慣習的に、事象の座標時は、事象と同じ位置にある時計によって測定された固有時と同じであり、観測者に対して相対的に静止しており、アインシュタイン同期により観測者の時計に同期している。

## 座標時・固有時・時計の同期
座標時の概念の完全な説明は、固有時と時計の同期との関係から生じる。古典力学と古典的な時空間に固有の仮定の多くを取り除かなければならないため、同期は、同時性の関連概念とともに、一般相対性理論の枠組みにおいて慎重な定義を受けなければならない。時計の同期手順（アインシュタイン同期）はアインシュタインによって定義され、これは同時性の限定された概念を生じさせる。
2つの事象は、選択した座標時が両方とも同じ値である場合かつその場合にのみ、選択された参照系において「同時である」と言う。この条件において、別の参照系から見ると同時ではないという可能性もある。
しかし、座標時は、参照系を名目上規定する場所に位置する時計によって測定することはできない。例えば、太陽系の重心にある時計は重心参照系の座標時を測定せず、地球の中心にある時計は地心座標系の座標時を計測しない。

## 数学
非慣性系および一般相対性理論の場合、座標系はより自由に選択することができる。空間座標が一定である時計の場合、固有時 τ （ギリシャ文字の小文字のタウ）と座標時 t （ラテン文字の小文字のティー）との間の関係、すなわち時間の遅れの割合は、以下で与えられる。
{\displaystyle {\frac {d\tau }{dt}}={\sqrt {-g_{00}}}}
ここで、 g00 は計量テンソルの成分であり、これは重力による時間の遅れを（第0成分が時間的であるという慣例の元で）組み込んでいる。
1/c2 の項によって修正された別の定式化は、力学におけるより容易に認識可能な量の観点から、固有時と座標時との間の関係を与える。
{\displaystyle {\frac {d\tau }{dt}}=1-{\frac {U}{c^{2}}}-{\frac {v^{2}}{2c^{2}}}}
ここで、
{\displaystyle U=\sum _{i}{\frac {GM_{i}}{r_{i}}}}
は、時計からの距離 ri に基づく、近傍の質量による重力ポテンシャルの合計である。この項 GMi/ri の和は、（任意の潮位ポテンシャルを考慮した）ニュートンの重力ポテンシャルの和として概算され、重力ポテンシャルの正の天文記号の慣例を用いて表される。
また、 c は光速度、 v は、次式で定義される（選択された参照系の座標における）時計の速度である。
{\displaystyle v^{2}=(dx^{2}+dy^{2}+dz^{2})/(dt_{c})^{2}}
ここで、dx, dy, dz, dtc は、3つの直交する空間座標 x, y, z および選択された参照系内の時計の位置の座標時 tc におけるわずかな増分である。
式2は、固有時と座標時との間の関係、すなわち時間の遅れを表す基本的でよく引用される微分方程式である。シュワルツシルト計量から出発して、さらなる参照源を用いた導出は、重力と運動による時間の遅れにより与えられる。

## 測定
座標時は測定することができないが、式2に示されている時間の遅れの関係（またはその代替あるいは洗練された形式）を用いて、実際の時計による（固有時の）読み取り値からのみ計算される。
説明のために、時計の固有時が座標時と一致する仮想の観測者と軌道を考える。そのような観測者と時計は、選択された参照系に対して静止しており（式2において v = 0）、かつ、重力的な質量から無限の距離に離れている（式2において U = 0）と考える必要がある。座標時は参照系内のどこでも定義されているので、そのような説明でさえ限られた使用であるが、それを説明するために選択された仮想の観測者と時計は軌道の選択肢が限られている。

## 座標時尺度
座標時尺度 (coordinate time scale) または座標時刻系 (coordinate time standard) は、相対論的効果を考慮する必要のある計算における時間座標として使用するために設計された時刻系である。時間座標の選択は、参照系全体の選択を意味する。
上述したように、時間座標は、概念上、目的の対象物から無限に遠くに離れ、選択された参照系に対して静止している時計の固有時によって限定された範囲で示される。この概念上の時計は、重力井戸の外側にあるので、重力による時間の遅れの影響を受けない。重力井戸内の物体の固有時は、それらが座標参照系に対して静止している場合であっても、座標時より遅く経過する。対象の物体ごとに、 重力および運動による時間の遅れを考慮する必要があり、その影響は、式2に示すように、参照系および重力ポテンシャルに対する速度の関数である。
天文学で使用するために国際天文学連合 (IAU) によって定義された4つの座標時尺度がある。太陽系座標時 (TCB) は、太陽系の重心と並進する参照系に基づいており、太陽系内の物体の運動の計算に使用するために定義されている。しかし、地球上にいる観測者から見ると、重力による時間の遅れを含む一般的な時間の遅れにより、SI秒に基づいた太陽系座標時は、地球上の時計により測定されたSI秒よりも速く経過し、約0.5秒/年の発散率を有する。
従って、多くの実用的な天文学的目的のために、歴史的な理由から呼び出された TCB の尺度の変更が定義されている。太陽系力学時(TDB)は、地球表面から観測された時にSI秒と等価とされる時間単位であり、少なくとも数千年の間、TDB は地球時 (TT) から2ミリ秒以内にとどまる。TDB の時間単位は、上記の無限遠の距離で参照系に対して静止している仮想の観測者によって測定されたとしても、SI秒よりわずかに遅くなる (1 part in 1/LB = 1 part in 108/1.550519768)。
地心座標時 (TCG) は、地心（地球の中心）に並進する参照系に基づいており、基本的には、惑星の自転や衛星の公転のような地球上または地球の領域における現象に関する計算に使用される。
TDBと比較してTCBよりもはるかに小さいが、それに対応する理由で、地球表面から観測された時の TCG のSI秒は、地表に置かれた時計によって実現されるSI秒よりもわずかに速い。従って、地球時 (TT) は、TCG のスケーリングされたバージョンとして定義されており、スケーリングは、定義されたジオイド上で単位速度がSI秒と等しいように定義されている。それでも、TCG から見ると TT のSI秒はわずかに遅い (1 part in 1/LG = 1 part in 1010/6.969290134)。